# André Rougé
André Rougé (Paris, 23 de dezembro de 1961) é um político francês eleito deputado ao Parlamento Europeu em 2019.